# Kim Sowol
Kim Sowol (Kusong, 7 de agosto de 1902 — Kwaksan, 24 de dezembro de 1934) foi um proeminente poeta coreano famoso por suas contribuições para a poesia moderna. Ao longo de sua vida, ele escreveu sua poesia comovente em um estilo que lembra as canções folclóricas tradicionais coreanas. O exemplo mais apreciado desse estilo foi "Azaleias" (진달래꽃), o poema-título de sua única coleção de poesia.

## Vida
Kim Sowol, cujo nome verdadeiro era Kim Jeong-sik (em coreano: 김정식; hanja: 金 廷 湜), nasceu em 7 de setembro de 1902 em Kwaksan, província de Pyongan Norte, e morreu em 24 de dezembro de 1934. Kim Sowol nasceu em uma família abastada que dirigia uma empresa de mineração. Seu pai foi agredido por japoneses e adoeceu mentalmente quando Sowol tinha três anos. Esse fato deve ter afetado o início da vida do poeta e, eventualmente, conduzido à sua própria morte prematura. Foi criado por seu avô e viveu com seu tio Kim Eung-yeol e a esposa de seu tio, Gye Hee-young. Seu avô lhe ensinou chinês clássico e, depois de se formar na Escola Primária de Namsan, em 1915, aos quatorze anos, o matriculou na famosa Osan Middle School (também a alma mater de Baek Seok e Kim Eok) aos quinze anos. A Osan Middle School foi criada pelo ativista independente Lee Seung-hoon, com o objetivo de despertar a consciência nacional, foi lá onde conheceu Cho Man-sik e Kim Ok, que desempenharam papéis essenciais em sua vida. Lá ele se tornou aluno de Kim Ok (김억; 金 憶), que permaneceu como seu mentor pelo resto de sua vida. Sowol interessou-se por literatura graças a sua tia Gye Hee-young que repetidamente lhe contava histórias tradicionais coreanas.
Kim Sowol foi mais ativo como poeta de 1922 a 1923, enquanto frequentava o Pai Chai Hakdang, o primeiro instituto de educação modernizado na Coreia, onde ingressou após uma suspensão temporária de seus estudos devido ao fechamento da Osan Middle School na sequência do Movimento Sam-il em 1919. Ele foi transferido para a 5ª série, para Pai Chai Hakdang em 1922, e se formou em março de 1923. Ele lançou cerca de 50 poemas apenas em 1922, e também estava envolvido com Na Do-Hyang (um graduado de Pai Chai Hakdang em 1918), um romancista, nessa época. Em 1923, Kim foi para o Japão, mas logo voltou para Seul, onde permaneceu pelos dois anos seguintes tentando construir uma carreira na literatura. Porém, ele então voltou para sua região natal, para a cidade de Namsai, onde trabalhou como gerente do escritório local do jornal Dong-a Ilbo. Embora seus poemas continuassem a aparecer no jornal, sua qualidade se deteriorou e a Kim começou abeber e supostamente se suicidou em 1934. Em 2007, ele foi listado pela Associação de Poetas Coreanos entre os dez mais importantes poetas coreanos modernos.

## Obra
Ele é comumente chamado pelo pseudônimo de "Sowol", que utilizava em suas obras publicadas. Apesar de sua vida um tanto curta de 32 anos, ele é considerado um poeta nacional que expressou os sentimentos dos coreanos por meio de uma voz ao estilo mais coreano, e transmitiu a tristeza dos coreanos e a agonia dos intelectuais durante um período obscuro da história coreana sob o regime japonês. Kim Sowol foi mais ativo como poeta em 1922, quando foi transferido para Pai Chai Hakdang. Ele publicou seus poemas "Grama Douradara" e "O Mãe, O Irmã" na edição de janeiro de 1922 da revista literária Gaebyeok.  Seu poema mais representativo e conhecido, "Azaleias", também foi publicado na edição de julho de 1922, durante sua participação no Pai Chai Hakdang. Kim escreveu a maioria dos poemas contidos em Azaleias (1925), a única coleção de poesia publicada em sua vida, quando ele ainda era um adolescente. Depois de se formar na Paejae High School, ele lecionou por um tempo em sua cidade natal e depois foi para o Japão para estudar em uma faculdade de comércio. Enquanto estava lá, ele publicou vários poemas em Kaebyok e outras revistas literárias. Poemas escritos por ele continuaram a aparecer após seu retorno em jornais como Yongdae até sua morte repentina.
Seu professor Kim Ok publicou um volume de poemas selecionados de Sowol em 1935. Eles incluíam suas memórias e um ensaio crítico, no qual ele aponta que o verdadeiro gênio do poeta está em compor versos ao ritmo da canção folclórica coreana, fazendo assim com que os seus poemas toquem diretamente o coração dos coreanos. O encanto mágico das linhas de Sowol mal pode ser totalmente recapturado na tradução inglesa ou em português, uma vez que o espírito da sua poesia é transmitido em parte através do som das canções folclóricas coreanas, o que impõe um desafio adicional à tradução da sua obra.

## Azaleiase seus significados alternativos
| 나 보기가 역겨워 가실 때에는 말없이 고이 보내 드리오리다. 영변(寧邊)에 약산(藥山) 진달래꽃 아름 따다 가실 길에 뿌리오리다. 가시는 걸음 걸음 놓인 그 꽃을 사뿐히 즈려 밟고 가시옵소서. 나 보기가 역겨워 가실 때에는 죽어도 아니 눈물 흘리오리다. | Mesmo que você parta, estando cansado de mim, Humildemente, eu o deixaria ir sem um murmúrio. No Monte Yaksan, Yeongbyeon, Pegando uma braçada de azaleias, Eu as espalharia em seu caminho. Com cada passo que dá, por favor pise nas flores de acordo com o seu coração. Mesmo que você parta, estando cansado de mim, Eu nunca iria derramar lágrimas. |
| | |

No poema, uma mulher está falando com um amante que pode em breve deixá-la. A diferença cultural impede a compreensão do contexto e um tradutor forneceu várias versões alternativas para se adequar a vários modos ou escolhas estilísticas por meio de exemplo. Em particular, ele cita a dificuldade em encontrar um equivalente preciso para a emoção que está a ser descrita, embora o tema seja um padrão tanto nas tradições literárias como folclóricas coreanas.
Outro comentarista aborda as muitas interpretações possíveis do que é, em essência, uma situação simples. Foi perguntado se Kim Sowol não estava sendo autoindulgente ao escrever cantigas melancólicas no contexto da ocupação japonesa da Coreia.  Uma resposta foi que virar as costas à experimentação de estilos literários estrangeiros, a fim de se envolver com formas tradicionais no "mais puro coreano", e que numa época em que a língua estava sob ataque dos japoneses e ocasionalmente proibida, era uma forma de resistência cultural. Além disso, alguns até veem o poema como uma referência codificada à presença japonesa e uma antecipação da sua partida.
Por outro lado, David McCann acredita que "a história social ou a biografia literária não são descobertas em Azaleias; pelo contrário, a história social encontra-se no que outros escreveram sobre o poema". Em sua opinião, o poema deveria ser considerado como ele mesmo; a função apropriada do comentário é analisar o que está por trás dos comentários dos outros.

## Publicações
- Kim, J., 1975, Lost Love: 99 Poems by Sowol Kim, Pan-Korea Book Corporation: Seul.
- David R McCann, 2007, Azaleas, A book of Poems, by Kim Sowol (Columbia University Publication): Nova Iorque.